# Marcel Nachtergaele

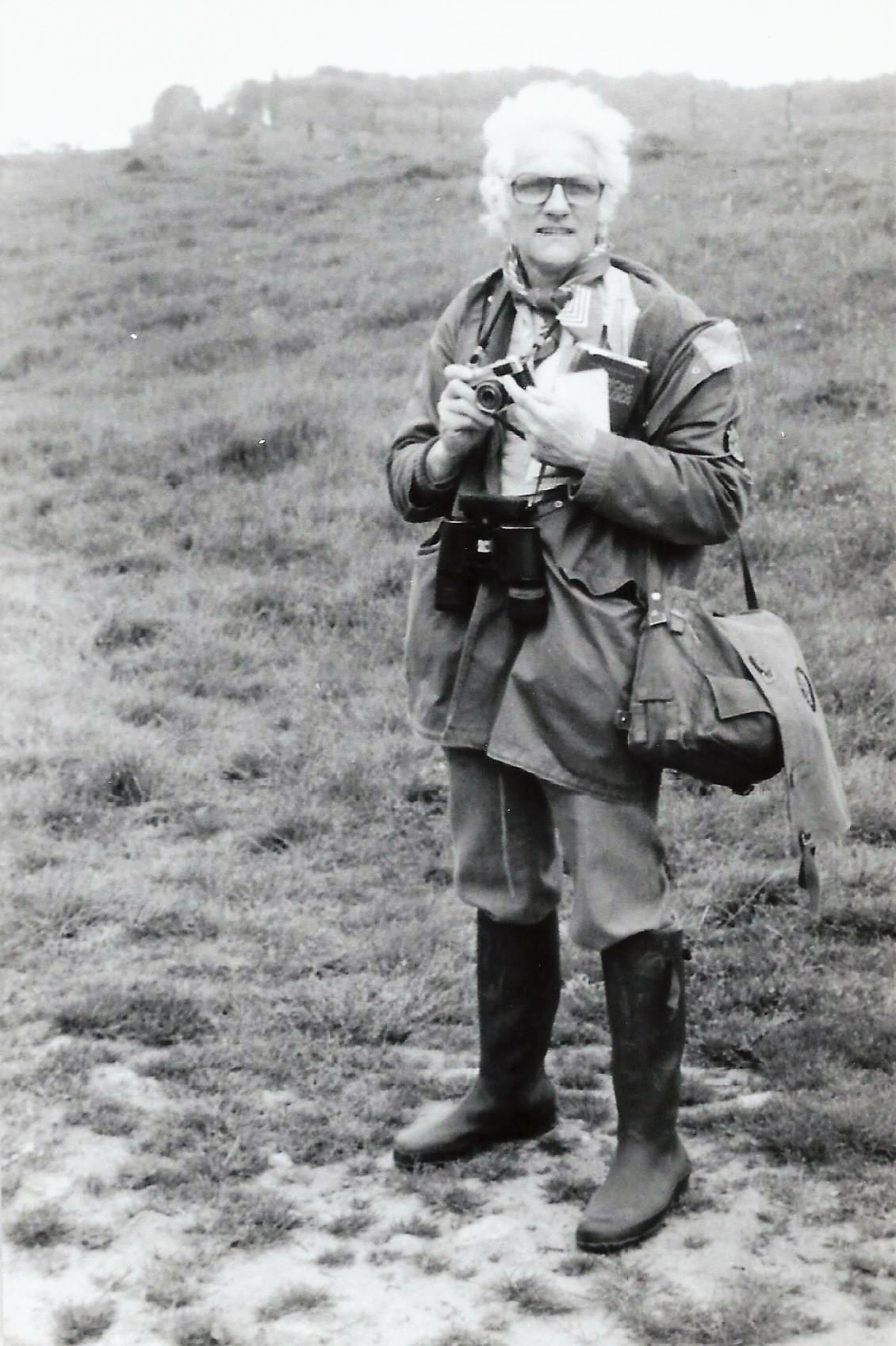
Marcel Nachtergaele - foto Jan De Potter 1980

Marcel Nachtergaele  (Lens (Frankrijk), 16 maart 1922 - Maarkedal, 9 januari 2012) was een Vlaams natuurbeschermer. 
Naar eigen zeggen kreeg hij de liefde voor de natuur mee van zijn moeder die hem vertrouwd maakte met de verschillende vogelsoorten. Toen hij in Kruishoutem kwam te wonen werd hij geconfrontreerd met de daar heersende opvattingen over natuur en met degenen die deze praktiseerden: vogelvangers, jagers en pelsverkopers. Toen hij bij de viering van het 25-jarig bestaan van de ornithologische vereniging De Wielewaal was, in 1958, vroeg men hem een afdeling op te richten. In 1968 ontstond afdeling Wielewaal Schelde-Leie en werd hij daarvan de secretaris.
Hij werd zeer actief in Wielewaal wat zijn professionele carrière in de weg zou hebben gestaan. Hij leidde onder meer vele natuurgidsen op. Onder het motto  ‘Als je de natuur goed beleeft, dan pas kan je de natuur goed bestuderen’  stimuleerde hij zowel natuurstudie als natuurbeleving, maar ook natuurbescherming. Zo was hij betrokken bij de acties tegen de A9, die er dankzij de protesten nooit is gekomen.

## Eerbetoon
Aan de ingang van Bos Ter Rijst staat sinds 2014 op het initiatief van Natuurpunt een herdenkingsmonument voor Nachtergaele. Europees president Herman Van Rompuy onthulde samen met Marcels zonen Ruf en Antoon de gedenkplaat op de Balegemse steen.